# Seniavine (corvette)

Le Séniavine (en russe : Сенявин) est une corvette russe qui fut commandée par le capitaine Friedrich von Lütke (1797-1882) pour effectuer un tour du monde ordonné par Nicolas Ier pour le compte de l'Académie impériale des sciences de Saint-Pétersbourg. Elle est baptisée du nom de l'amiral Seniavine (1698-1738), compagnon d'armes de Pierre le Grand.

## Équipage
La chaloupe de guerre appareille de Kronstadt le 16 août 1829 avec un effectif modeste. Elle est commandée par le capitaine von Lütke assisté des lieutenants Zavalichine et Abolechev, avec huit enseignes de vaisseau. L'équipe scientifique est constituée du médecin-naturaliste Karl Heinrich Mertens (1796-1830), du zoologiste et peintre naturaliste Heinrich von Kittlitz (1799-1874) et du minéralogiste, phycologue et dessinateur naturaliste Alexandre Postels (1801-1871).
L'équipage est composé de quarante-huit marins. Lütke prend soin de leur instruction et fait apprendre à lire et à écrire à ceux qui sont restés illettrés, afin que tout le monde sache lire. La bibliothèque de la corvette leur est ouverte. Pour les jours de fête, il fait donner un concert, une pièce de théâtre ou un bal de marins !

## Voyage autour du monde

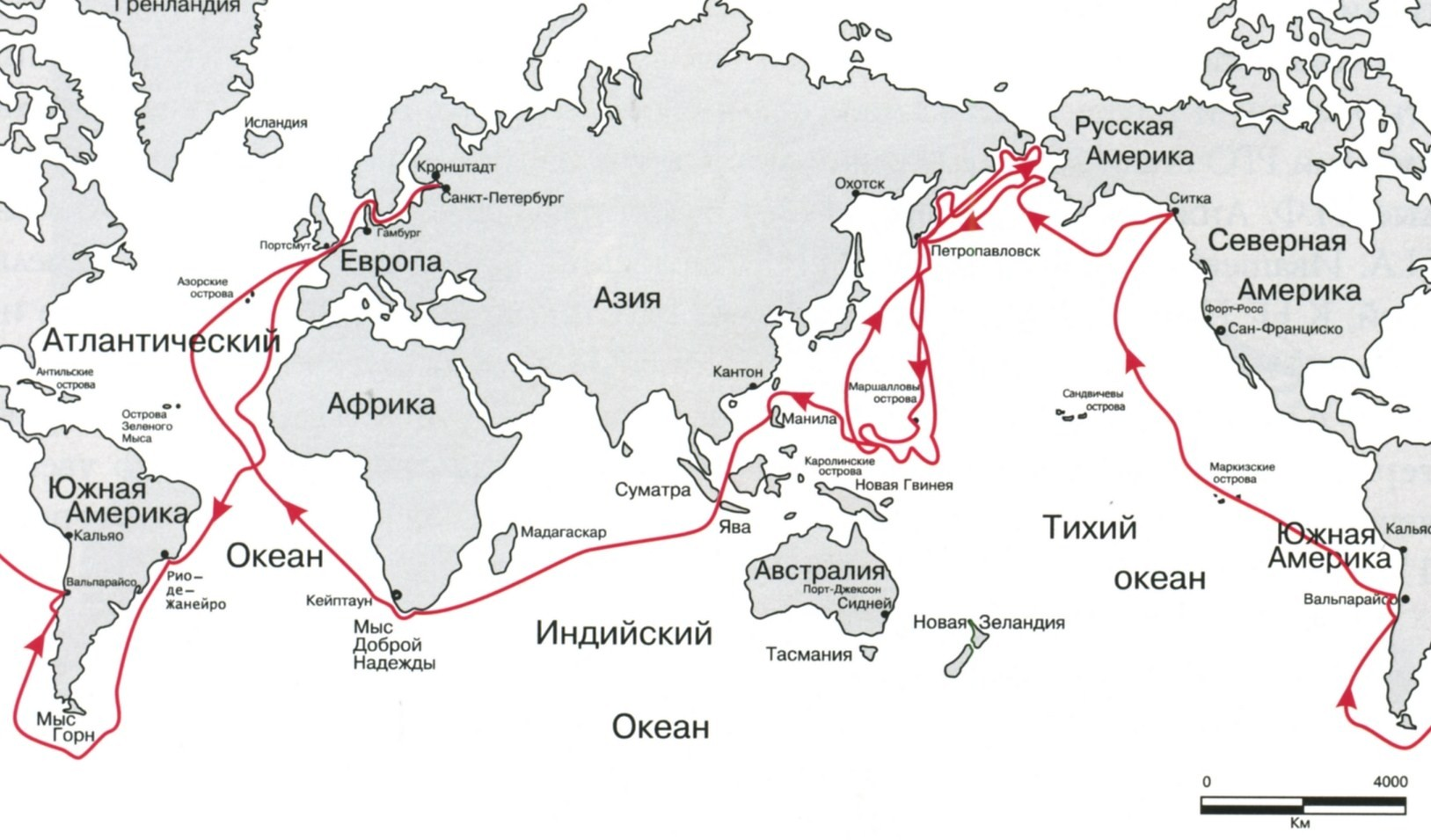
Carte de l'expédition du Séniavine

Pendant ses trois ans de voyage, le Séniavine, contrairement à d'autres expéditions, n'eut à souffrir d'aucune attaque ou dommage majeur. Il traverse autant les eaux des régions arctiques que les mers du Sud et les Tropiques.
Le Séniavine part de Kronstadt le 16 août 1826. Il est rejoint à Copenhague par le Moller du capitaine Mikhaïl Stanioukevitch, et les deux navires s'arrêtent un mois à Londres, pour acheter toute sorte de matériel scientifique et de l'approvisionnement. Le Séniavine et le Moller traversent ensuite la Manche au large de Portsmouth et descendent l'Atlantique. Il s'arrêtent aux Açores, passent le Cap-Vert, puis continuent en direction de Rio de Janeiro pour y mouiller. Ils arrivent en décembre 1826. Ensuite les navires passent les Malouines puis le cap Horn le 28 février 1827 et remontent par les côtes chiliennes où ils s'arrêtent à Valparaiso. Entretemps ils effectuent des observations physiques et astronomiques. L'expédition prend le cap au nord-ouest vers les îles Marquises, puis remonte jusqu'à Sitka (Novo-Arkhangelsk) petit fort russe dans l'actuel Alaska, à l'époque possession russe, où elle arrive en juin 1827. Les naturalistes y découvrent dans les environs de nombreuses nouvelles espèces animales ou botaniques (dont Tsuga mertensiana) et y étudient les mœurs des tribus locales.
Après ce séjour d'un mois et demi, le Séniavine prend le cap au nord pour explorer le détroit de Béring et le Kamtchatka. En effet un des buts du voyage était spécifié par l'empereur lui-même : il s'agissait alors de « reconnaître et décrire les côtes du Kamtchatka, les terres des Tchouktches et des Koriaks, terres qui n'ont été décrites par personne et qui sont inconnues à l'exception du voyage du capitaine Béring, les côtes de la mer d'Okhotsk, les îles Chantar qui, bien que connues de Nous, n'ont pas été suffisamment décrites. »
L'équipe scientifique recueille encore de nombreux spécimens, des observations des peuples indigènes, des outils, etc. explorant par exemple la baie d'Avatcha en septembre et cartographiant les côtes. Avant la prise des eaux par la glace, le Séniavine part de Petropavlovsk, après ce séjour, vers le sud en passant par les îles Mariannes pour explorer les îles Carolines et les îles Bonin méconnues, jusqu'à la fin mars 1828. Une douzaine d'îles sont décrites plus précisément par le capitaine von Lütke et cinq sont découvertes par lui. En partant des îles Bonin, l'expédition prend à bord deux marins anglais ayant survécu à une attaque de pirates chinois.
L'expédition remonte passer l'été 1828 encore le long de la péninsule du Kamtchatka, et le fleuve Anadyr et décrit la vie des populations aléoutiennes.
Ensuite l'expédition redescend jusqu'à Manille et le cap de Bonne-Espérance pour rentrer en Europe. Elle est au Havre le 30 mai 1829. Les naturalistes rejoignent Paris pour rencontrer des scientifiques français. En juin, le Moller est à Kronstadt. Après Paris, Lütke et les naturalistes se rendent à Londres à l'observatoire de Greenwich pour vérifications de leurs observations. Le Séniavine arrive à Kronstadt le 16 septembre 1829 (29 septembre selon le calendrier grégorien), après un tour du monde de plus de trois ans.

## Résultats de l'expédition
Cette expédition est l'une des plus fructueuses de la première moitié du XIXe siècle puisqu'elle rapporte à Saint-Pétersbourg plus de quatre mille spécimens d'histoire naturelle dont plus d'un millier de nouvelles espèces animales, plus de 2 500 espèces de plantes et nombre d'algues et de roches. Environ 1 250 dessins sont produits au cours de ce voyage dont 104 espèces d'algues par Postels. de nombreuses contrées arctiques sont décrites, avec de nouvelles îles. Dans les mers du Sud, l'expédition explore les îles Carolines dont plusieurs sont découvertes et décrites pour la première fois.
Les collections se trouvent pour la plupart au Muséum de Saint-Pétersbourg. Lütke fait don d'une partie de ses archives à Heinrich Lenz. Il préside plus tard l'Académie des sciences et fonde la Société géographique de Russie en 1845. Les naturalistes sont nommés académiciens, Postels devient professeur-assistant du département de minéralogie et de géologie de l'université impériale de Saint-Pétersbourg, puis dirige le cabinet ethnographique (Kunstkamera) du muséum de l'Académie.
Friedrich von Lütke fait paraître simultanément en russe et en français en 1835 son récit de voyage, à Saint-Pétersbourg et à Paris.

### Quelques espèces collectées
Botaniques
- Agrostis mertensii
- Cassiope mertensiana
- Corallorhiza mertensiana
- Nereocystis luetkeana
- Saccharina bongardiana
- Tsuga mertensiana

Zoologiques
- Brachyramphus brevirostris
- Erythrura trichroa
- Porzana monasa
- Zoothera terrestris

## Après l'expédition
Le capitaine von Lütke est nommé capitaine de premier rang à son retour. Il repart avec le Séniavine au printemps 1830 pour une expédition en Islande. Il est assisté pour la partie scientifique par Mertens, mais le typhus frappe l'équipage. La corvette ne peut accoster en Islande et retourne en Russie. Mertens meurt du typhus en arrivant à Kronstadt, le 18 septembre 1830.